# Міхалово (Ґостинський повіт)
Міхалово (пол. Michałowo) — село в Польщі, у гміні П'яскі Гостинського повіту Великопольського воєводства.
Населення — 378 осіб (2011).
У 1975-1998 роках село належало до Лешненського воєводства.

## Демографія
Демографічна структура станом на 31 березня 2011 року:
|          | Загалом | Допрацездатний вік | Працездатний вік | Постпрацездатний вік |
| -------- | ------- | ------------------ | ---------------- | -------------------- |
| Чоловіки | 196     | 46                 | 123              | 27                   |
| Жінки    | 182     | 34                 | 103              | 45                   |
| Разом    | 378     | 80                 | 226              | 72                   |